# The Calendar Killer
The Calendar Killer (tyska: Sebastian Fitzeks Der Heimweg) är en tysk thriller från 2025. Filmen är baserad på författaren Sebastian Fitzeks roman Der Heimweg, som i Sverige går under titeln Vägen hem. Den släpptes för streaming på Prime Video den 16 januari 2025.

## Handling
Klara kommer att dö idag om hon inte dödar sin man istället. Kalendermördaren har gett henne det omöjliga valet. När Jules börjar sitt nattskift på en telefonjour för ensamma kvinnor på väg hem når Klara fram till honom. Han blir snart hennes sista hopp om överlevnad och kämpar mot tiden för att rädda henne.

## Rollista
| Luise Heyer      | – Klara Vernet    |
| Sabin Tambrea    | – Jules Tanneberg |
| Friedrich Mücke  | – Martin Vernet   |
| Rainer Bock      | – HC              |
| Andreas Döhler   | – Hendrik         |
| Shadi Eck        | – Vigo            |
| Tobias Giesecke  | – Maskerad man    |
| Benjamin Hartwig | – Brandman        |
| Sasha Marini     | – Paul Wassmann   |
| Romy Miesner     | – Amelie          |
| Kristin Suckow   | – Dajana          |
| Isabel Thierauch | – Lousanne        |
| Dennenesch Zoudé | – Meret           |